# デヴィッド・ソウル
デイヴィッド・ソウル（David Soul、本名：David Richard Solberg、1943年8月28日 - 2024年1月4日）は、アメリカ合衆国出身の俳優、歌手。2004年からはイギリス国籍。

## 来歴
シカゴ生まれ。父親はルーテル教会の牧師で教師だった。ミネソタ大学ツインシティー校とメキシコの大学で学ぶ。
大学卒業後、覆面歌手としてデビューしたが、売れずに俳優に転向。
1973年、『ダーティハリー2』の悪徳警官役を好演後、1975年からスタートしたテレビドラマ『刑事スタスキー&ハッチ』に“ハッチ”ことケネス・ハッチンソン役でレギュラー出演し、人気を得る。
1976年末、シングルEP「やすらぎの季節」 “Don't Give Up On Us”をリリースし、1977年1月から2月までの全英シングルチャートと同年4月のBillboard Hot 100で第1位の大ヒットとなり、年間チャートの37位を記録。日本では『刑事スタスキー&ハッチ』のエンディング・テーマとしても使われヒットとなり、そのリメイク映画『スタスキー&ハッチ』には、スタスキー役のポール・マイケル・グレイザーと共に同じ役でカメオ出演し、同曲もハッチ役のオーウェン・ウィルソンが劇中で歌った。
続けてリリースした「シルバー・レディ」 “Silver Lady”も、1977年の全英シングル・チャート第1位となった(久しぶりの映画出演作『フィルス』では同曲を歌っている)。第8回東京音楽祭（1979年）では審査員を務めた。
1994年にハリウッドを離れ、ニュージーランドを旅行。その後、オーストラリアでウィリー・ラッセル作のミュージカル『ブラッド・ブラザース』に出演。1995年、パリに渡り、2つのTV映画に出演。続いてロンドンに招かれビル・ケンライト作 Catch Me If You Can の主演でウェスト・エンド・デビュー。以後、英国で活動を始め、マイケル・レッドグレイヴ脚色版『アスパンの恋文』(1996／ヘンリー・ジェイムズ原作)、デヴィッド・マメット作 Speed-the-Plow (1998)、アイラ・レヴィン作『デストラップ』(2002)、コール・ポーター作曲『エニシング・ゴーズ』など、イングランド及びスコットランドで舞台に立つ。ウェスト・エンドではニック・ドレイク作 The Dead Monkey (1999)、サム・シェパード作『フール・フォア・ラヴ』(2000)に主演すると共に演出も担当し、アラン・エイクボーン作 Comic Potential(1999/2000)、ジェリー・スプリンガー役を演じて話題となった Jerry Springer - The Opera(2004-5／TV収録はDVD化)、『ブラッド・ブラザース』、マック・セネット役を演じたジェリー・ハーマン作曲 Mack & Mabel (2006)といった舞台、ミュージカルで活躍。
また、『ドクター・フー』、『リトル・ブリテン』、『ダルジール警視』、『オックスフォードミステリー ルイス警部』、『トップ・ギア』などの人気シリーズにもゲスト出演し、TV版リメイク『名探偵ポワロ ナイルに死す』(2004／アンドルー・ペニントン役)にも出演している。
なお、2014年は実話を基にした映画 Gridiron UK の製作と脚本にも携わっている。
2004年、国籍をアメリカ合衆国からイギリスに切り替えた。
2024年1月4日に死去。80歳没。

### 私生活
5回の結婚で5人の息子と1人の娘（歌手のチャイナ・ソウル）がいる。

## 主な出演作品

### 映画
| 公開年 | 邦題 原題                                                               | 役名                     | 備考       |
| ------ | ----------------------------------------------------------------------- | ------------------------ | ---------- |
| 1971   | ジョニーは戦場へ行った Johnny Got His Gun                               | スエード                 |            |
| 1973   | ダーティハリー2 Magnum Force                                            | ジョン・デイヴィス       |            |
| 1974   | 実録!UFO大接近/消えた412ジェット機隊 The Disappearance of Flight 412    | ロイ・ビショップ         | テレビ映画 |
| 1977   | リトル・レディ Little Ladies of the Night                               | ライル・ヨーク           | テレビ映画 |
| 1979   | 死霊伝説 Salem's Lot                                                    | ベン・ミアーズ           | テレビ映画 |
| 1980   | 白銀に賭ける恋 Swan Song                                                | ジェシー・スワン         | テレビ映画 |
| 1980   | 霧の彼方に Rage!                                                        | キャル                   | テレビ映画 |
| 1982   | 第三次世界大戦 World War III                                            | ジェイク                 | テレビ映画 |
| 1983   | 裏窓の眼・のぞき魔連続殺人事件 Through Naked Eyes                       | ウィリアム・パリッシュ   | テレビ映画 |
| 1985   | レベッカへの鍵 The Key to Rebecca                                       | アレックス               | テレビ映画 |
| 1986   | 勃発!第3次世界大戦/ミサイル・パニック The Fifth Missile                 | ケヴィン・ハリス         | テレビ映画 |
| 1987   | ハノイ・ヒルトン The Hanoi Hilton                                       | オールダム               |            |
| 1988   | 死海殺人事件 Appointment with Death                                     | ジェファーソン・コープ   |            |
| 1988   | FBI/男たちの闘争 In the Line of Duty: The F.B.I. Murders                | マイク・リー・プラット   | テレビ映画 |
| 1989   | ヘイル・アメリカ So Proudly We Hail                                     | アルデン・アーネスト     | テレビ映画 |
| 1990   | セクシーナイト In the Cold of the Night                                 | フライバーグ博士         |            |
| 1991   | バトル・ゾーン/ナチス壊滅作戦 Tides of War                              | マーティン               |            |
| 1994   | ソルジャー・ゴールド Pentathlon                                         | ハインリッヒ・ミューラー |            |
| 1998   | ダブル・エスケープ/戦慄の夜 Terror in the Mall                          | ロジャー                 | テレビ映画 |
| 2003   | ディッキー・ロバーツ 俺は元子役スター Dickie Roberts: Former Child Star | -                        | カメオ出演 |
| 2004   | スタスキー&ハッチ Starsky & Hutch                                       | ハッチ                   | カメオ出演 |
| 2009   | フェアウェル さらば、哀しみのスパイ L'affaire Farewell                  | ハットン                 |            |

### テレビシリーズ

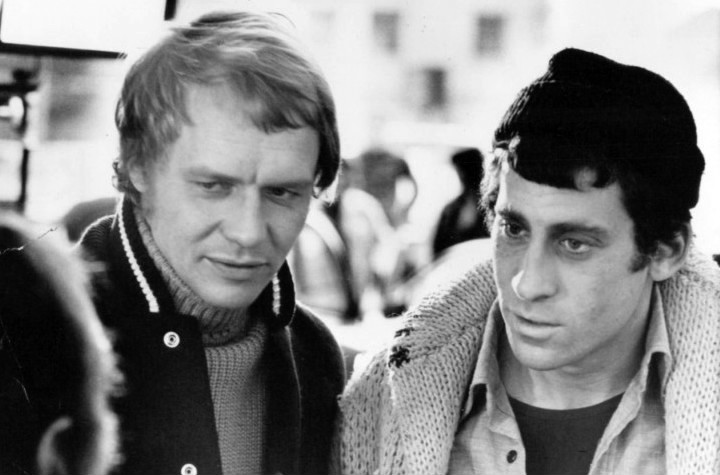
『刑事スタスキー&ハッチ』でのソウル（左）、右はスタスキー役のポール・マイケル・グレイザー

| 放映年    | 邦題 原題                                  | 役名                                          | 備考                                               |
| --------- | ------------------------------------------ | --------------------------------------------- | -------------------------------------------------- |
| 1967      | かわいい魔女ジニー I Dream of Jeannie      | 従兵                                          | エピソード『只今訓練中』                           |
| 1968-1970 | Here Come the Brides                       | ジョシュア・ボルト                            | 52エピソード                                       |
| 1975-1979 | 刑事スタスキー&ハッチ Starsky & Hutch      | ケネス・ハッチンソン                          | 89エピソード                                       |
| 1983-1984 | The Yellow Rose                            | ロイ・チャンピオン                            | 22エピソード                                       |
| 1987      | クライム・ストーリー Crime Story           | ニューハウス博士                              | 1エピソード                                        |
| 1987      | サハラの秘宝 Il segreto del Sahara         | ライカー                                      | ミニシリーズ                                       |
| 1989      | Unsub                                      | ウェス・グレイソン                            | 8エピソード                                        |
| 1991,1993 | ジェシカおばさんの事件簿 Murder, She Wrote | ウェス・マクスローリー ジョーダン・バーネット | A Killing in Vegas (1991) Threshold of Fear (1993) |
| 2003      | リトル・ブリテン Little Britain            |                                               |                                                    |
| 2004      | 名探偵ポワロ Agatha Christie's Poirot      | アンドリュー・ペニントン                      | エピソード『ナイルに死す』                         |